# 2024년 7월 8일 우크라이나 미사일 공격
러시아-우크라이나 전쟁이 벌어지고 있는 2024년 7월 8일에 우크라이나를 표적으로 한 대규모 미사일 공격이 발생했다. 키이우, 크리비리흐를 비롯한 우크라이나의 여러 도시들은 요격하기 어려운 극초음속 킨잘 미사일을 포함하여 러시아군이 발사한 40발 이상에 이르는 미사일의 공격을 받았다. 총 33명이 사망하고 약 125명이 부상을 입었으며, 키이우에서는 주거용 건물과 인프라뿐만 아니라 오흐마트디트 아동 병원도 치명적인 피해를 입었다. 국제 사회는 이번 공격을 비난했으며, 많은 사람들은 이를 러시아의 전쟁 범죄라고 묘사했다.

## 공격

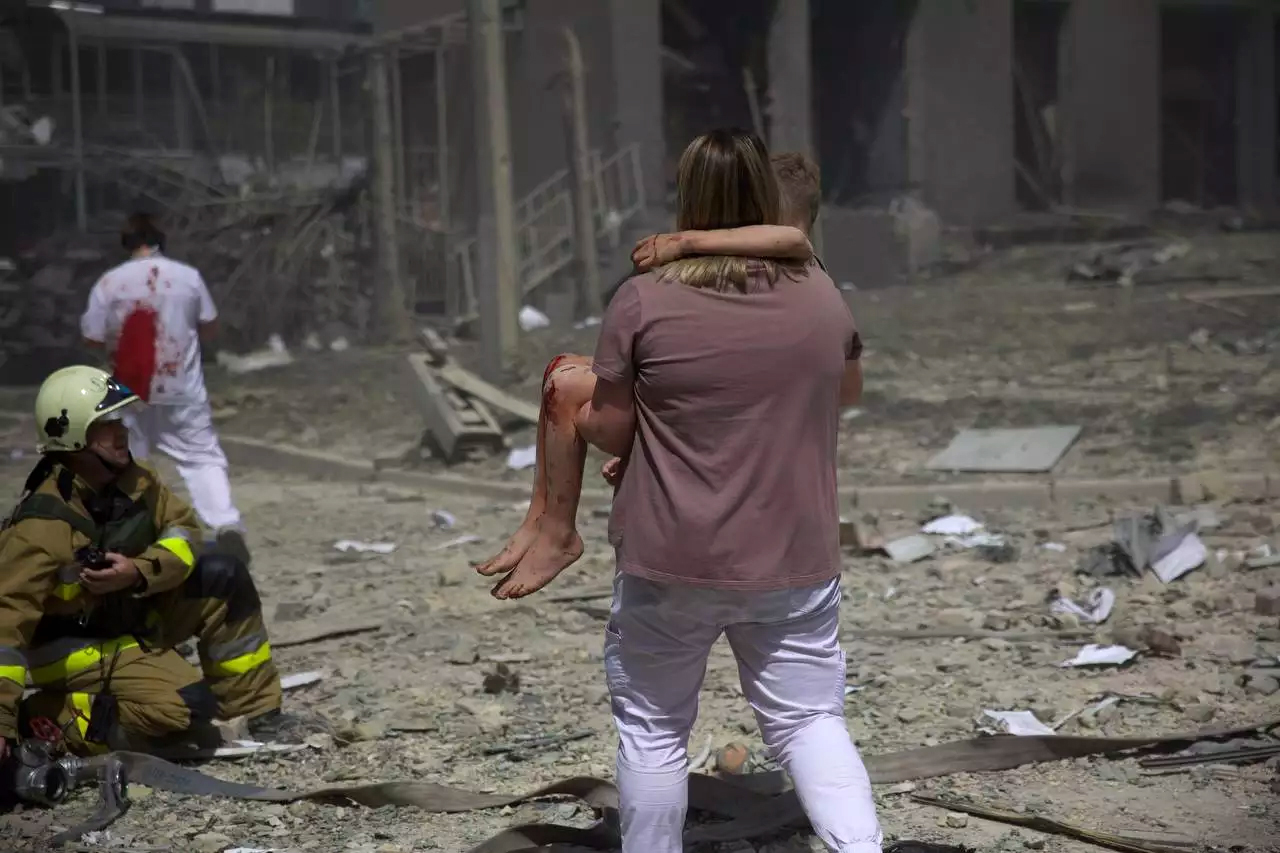
러시아의 미사일 공격 이후 오흐마트디트 인근에서 진행된 어린이 대피

오전 10시쯤 러시아군은 우크라이나를 향해 40발 이상에 이르는 미사일을 발사하였다.

### 키이우
키이우에서는 도시의 솔로미안스키, 드니프로우스키, 다르니츠키, 스뱌토신스키, 데스니안스키, 셰우첸키우스키 및 홀로시이우스키 지역이 미사일 공격의 영향을 받았다.
특히 미사일 가운데 하나가 오흐마트디트 아동 병원에 타격을 가해 수술이 진행되는 동안 수술실이 파괴되었다. 시설의 60% 이상이 소실되고 화재가 발생한 것으로 알려졌다. 어떤 사람들은 오흐마트디트의 잔해 밑에 갇혔다. 암 환자들은 부모와 함께 병원에서 대피했다.
솔로미안스키 지역에서는 사무실이 있는 건물은 물론 여러 층이 있는 다층 건물에도 미사일이 명중했는데, 총 파괴 면적은 1,500제곱미터에 이르고 7명이 사망했다. 홀로시이우스키 지역에서는 주거용 건물, 차고 및 자동차가 손상되었다. 드니프로우스키 지역에선 미사일 공격이 있었다. 다르니츠키 지역에서는 개인 주택이 충격으로 인해 손상되었다. 공격의 영향으로 데스니안스키와 스뱌토신스키 지역에서 화재가 발생했다. 셰우첸키우스키 지역에서는 아파트 한 채가 파괴됐고, 출입구 하나도 완전히 파괴됐다. 주민들은 대피해야했다.
키이우에서는 전부 20명이 사망하고 61명이 부상을 입었다.
러시아는 이번 공격이 보복이었고 방산업계 목표물을 타격했으며 우크라이나 대공 미사일로 인해 파괴가 일어났다고 주장하고 있다. 우크라이나 보안국은 "X-101 미사일 후방 선체 파편"을 발견했다고 밝혔는데, 이는 영상 증거로 확증되었다.

### 크리비 리흐
크리비리흐에서는 러시아의 미사일 공격이 석탄 처리 공장의 관리 건물을 강타한 후 11명이 사망하고 31명이 추가로 입원했다.

### 드니프로
드니프로에서는 고층 건물이 공격을 받아 1명이 사망하고 12명이 부상을 입었다.

### 포크롭스크
포크롭스크에서는 3명이 사망했다.

## 반응

### 우크라이나

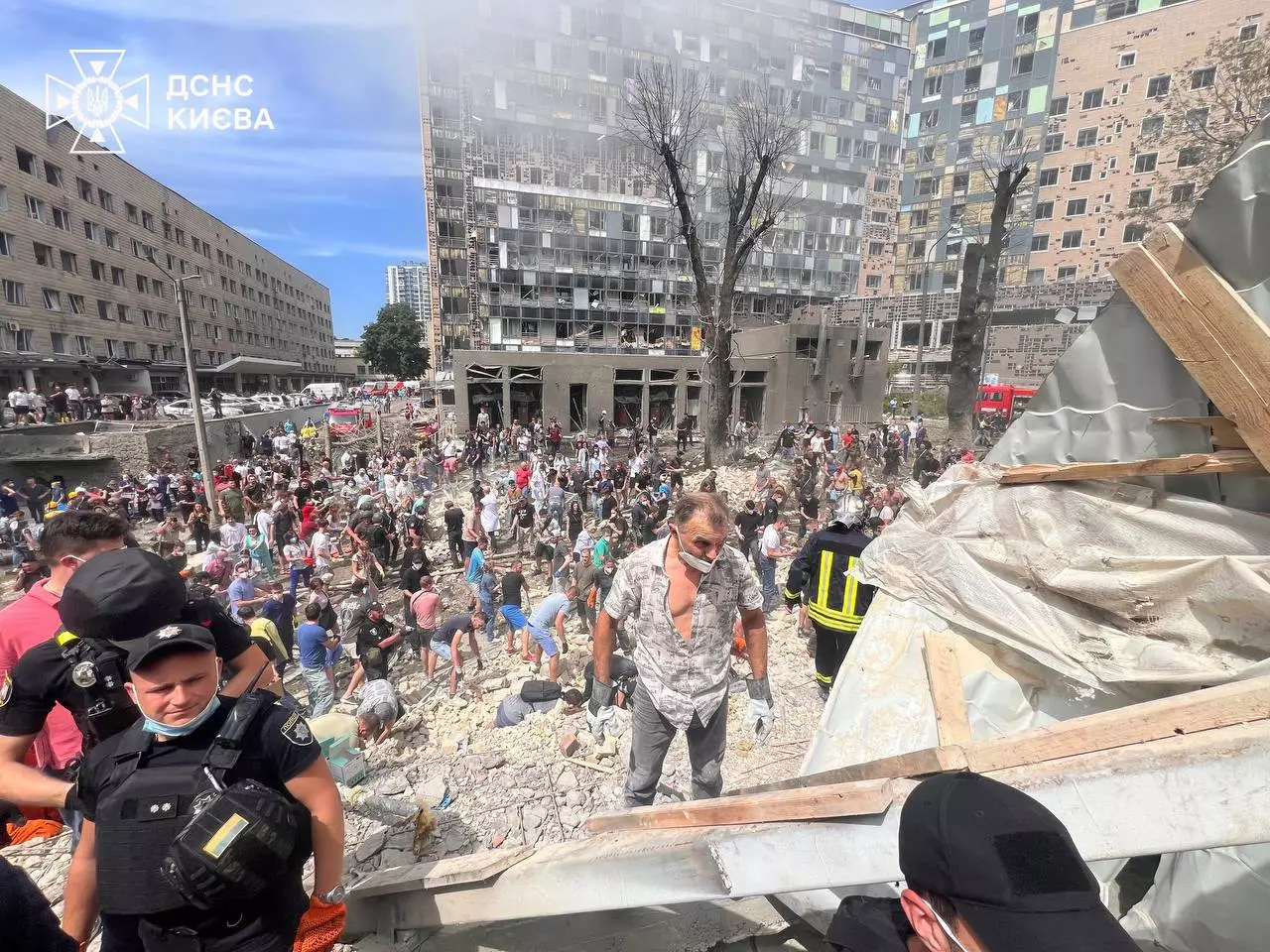
러시아의 미사일 공격 이후 오흐마트디트 주변의 황폐화

크리비리흐에서는 7월 9일을 애도의 날로 선포하였다. 키이우 시장 비탈리 클리치코는 러시아가 "우크라이나 인구 집단 학살"을 벌이고 있다고 비난했다. 이번 공격은 우크라이나가 참가하는 NATO 정상회담이 워싱턴에서 개최되기 직전에 발생하였다.

### 러시아
7월 8일 러시아 국방부는 "러시아 에너지와 경제 시설을 손상시키려는 키이우 정권의 시도에 대응하여" 러시아군이 우크라이나의 방위산업 목표물과 항공 기지를 공격했다고 밝혔다.

### 국제 연합
데니스 브라운 유엔 우크라이나 원조 조정관은 이번 공격을 비난하면서 "이 전쟁에서 어린이들이 죽거나 다치는 것은 비양심적이다. 국제인도법에 따라 병원은 특별한 보호를 받는다. 민간인은 보호받아야 한다"고 말했다. 유니세프 대표 무니르 마마자데는 "러시아의 전면 침략이 계속해서 어린이들에게 불균형적인 영향을 미치고 있다"라고 썼다. 국제앰네스티는 이번 공격을 규탄하고 "우크라이나 방공에 책임을 돌리려는 러시아의 시도는 민간인 살해와 의료 시설 파괴에 대한 러시아의 책임을 회피하려는 냉담한 대담함을 보여준다."면서 러시아를 비난했다.

### 기타 국가
프랑스 외무부는 이 공격을 "야만적"이라고 언급하며, 특히 어린이 병원을 표적으로 한 고의적인 공격을 러시아가 전쟁 중에 자행한 전쟁 범죄 목록에 추가하였다고 언급하였다. 이탈리아 외무부 장관 안토니오 타야니는 이 공격을 비난하고 이탈리아 정부가 우크라이나의 주권을 수호하겠다는 의지를 밝혔다. 폴란드 총리 도날트 투스크는 폴란드가 북대서양 조약 기구의 공동 협정과 협력을 거쳐 북대서양 조약 기구 영역으로 향하는 러시아 미사일을 격추할 수 있다고 말했다.
독일 보건부 장관 카를 로이터바흐는 독일이 오흐마트디트 어린이 병원을 표적으로 한 미사일 공격으로 피해를 입은 우크라이나 어린이들에게 의료 지원을 제공할 준비가 되었다고 발표했다.
조 바이든 미국 대통령은 이 공격을 "러시아의 잔혹함에 대한 끔찍한 상기"라고 언급하고 국제 사회에 우크라이나와 함께 서서 러시아의 침략 행위를 무시하지 말 것을 촉구했다. 바이든은 또한 바이든 정부와 북대서양 조약 기구가 우크라이나에 대한 지원과 원조를 제공하기 위한 더 많은 프로그램을 발표할 것이라고 밝혔으며, 여기에는 방공 능력 강화도 포함되었다.

## 같이 보기
- 마리우폴 병원 공습
- 러시아-시리아 병원 폭격 전역